# Ripszima Székely
Ripszima Székely (Budapest, 12 luglio 1936) è un'ex nuotatrice ungherese.
Specializzata nello stile libero, ha partecipato ai Giochi di Melbourne 1956, gareggiando nei 400m sl.
Dopo l'evento olimpico, non è rientrata in Ungheria, stabilendosi negli Stati Uniti.